# 17645 Inarimori
17645 Inarimori este un asteroid din centura principală de asteroizi.

## Descriere
17645 Inarimori este un asteroid din centura principală de asteroizi. A fost descoperit pe 9 octombrie 1996 la Nanyo de Tomimaru Okuni. Asteroidul prezintă o orbită caracterizată de o semiaxă mare de 3,17 ua, o excentricitate de 0,22 și o înclinație de 7,1° în raport cu ecliptica.